# Balthasaria
Balthasaria, maleni biljni rod iz porodice Pentaphylacaceae kojemu pripoada dvije vrste vazdazelenog drveća u zapadnoj i istočnoj tropskoj Africi, poglavito na planinama Uluguru i otoku São Tomé. Tipična vrsta je endem Balthasaria mannii s otoka São Tomé. 
Vrsta B. schliebenii može narasti od 6 do 40 metara visine

## Vrste
1. Balthasaria mannii (Oliv.) Verdc.
2. Balthasaria schliebenii (Melch.) Verdc.; Uluguru